# Tsjoevanskoje
Tsjoevanskoje (Russisch: Чуванское) is een dorp (selo) in het gemeentelijk district Anadyrski in het westen van de Russische autonome okroeg Tsjoekotka. De plaats ligt op de rechteroever van de rivier de Jeropol (zijrivier van de Anadyr), ten westen van het grotere dorp Markovo. De plaats ligt op 586 kilometer van het okroegcentrum Anadyr en is alleen bereikbaar over de rivier of per helikopter vanaf Anadyr.
De plaats telde begin 21e eeuw 288 inwoners, waaronder 241 van een van de noordelijke Siberische volkeren. Het is de belangrijkste plaats waar de Joekagierenstam der Tsjoevanen woont binnen Tsjoekotka. De Tsjoevanen leefden oorspronkelijk nabij de Anadyrrivier zelf.
In het dorp bevinden zich een school, een Huis van Cultuur, bibliotheek, winkel en een verbindingscentrum.

## Naam en geschiedenis
Over de oorsprong van de naam van het dorp bestaan twee theorieën. Volgens de eerste is het dorp vernoemd naar de Tsjoevanen zelf, volgens de tweede zou de naam zijn afgeleid van een oudere Joekagierenstam, de Tsja'atsjet, die vroeger leefden in het gebied en een soort gemengd volk van Tsjoektsjen en Tsjoevanen zouden zijn geweest.
De plaats werd in 1930 gesticht tijdens de collectivisatie rond een maatschappij (tovaritsjestvo) van rendierhouders (een activiteit die de Tsjoevanen in de 19e eeuw begonnen uit te oefenen). In 1940 ging deze op in de kolchoz Znamja Sovjetov ("Vaandel van de Sovjets"). In de jaren 1960 werd deze kolchoz samengevoegd met die van Lamoetskoje en Markovo tot de sovchoz Markovski. In de jaren 1990 werd de sovchoz opgeheven en gingen de rendierhouders samen in het agrarisch gecentraliseerd bedrijf Markovskoje. Veel inwoners van Tsjoevanskoje wonen er alleen formeel; in werkelijkheid zwerven ze met de rendierkuddes op de toendra.
In 2005 werd een satelliettelefoonzendstation geopend in de plaats.